# Gunnar Weiß
Gunnar Weiß (* 15. April 1956 in Schwäbisch Gmünd) ist ein ehemaliger deutscher Fußballspieler.

## Vereinsfußball
Weiß begann das Fußballspielen beim 1. FC Normannia Gmünd und spielte bis 1979 für den 1. FC Eislingen, wo er beim 3:2-Finalsieg über Union Böckingen im WFV-Pokal 1977/78 zu den Torschützen gehörte. Danach spielte er für die Amateure des VfB Stuttgart und rückte zur Saison 1981/82 in den Profikader auf. Sein Profidebüt gab er am 31. Oktober 1981, als er beim 2:2 gegen Borussia Mönchengladbach in der 85. Minute für Harald Beck eingewechselt wurde. Insgesamt bestritt Gunnar Weiß sechs Bundesligaspiele und drei DFB-Pokalbegegnungen im Trikot des VfB Stuttgart. 
Im Sommer 1983 wechselte Weiß zum SSV Ulm 1846, für den er in den folgenden zwei Jahren 64 mal in der 2. Bundesliga zum Einsatz kam. Nach dem Ulmer Abstieg 1985 kehrte man als Oberligameister 1985/86 unmittelbar zurück in die Zweite Liga. Unter Werner Nickel war er jedoch anschließend nur noch Ergänzungsspieler und beendete 1987 seine aktive Laufbahn.

## Auswahlberufungen
Der im Angriff vielseitig einsetzbare Offensivspieler Gunnar Weiß profilierte sich beim 1. FC Eislingen in der Saison 1978/79 in der Amateur-Oberliga Baden-Württemberg so nachdrücklich, dass er vom zuständigen DFB-Trainer Erich Ribbeck am 20. März 1979 beim Länderspiel der Amateurnationalmannschaft in Schwenningen gegen Italien zum Einsatz gebracht wurde. Im letzten Jahr der DFB-Amateurnationalmannschaft wurde konsequent auf Akteure aus dem Amateurbereich gesetzt, die Zeit der „Olympiaamateure“ aus der Bundesliga war vorbei. Dies wurde trotz der anstehenden Qlympia-Qualifikationsspiele gegen Finnland und Norwegen praktiziert. Nach seinem Debüt in Schwenningen wurde der Spieler von Eislingen noch zu drei weiteren Länderspielen der Amateurnationalmannschaft berufen. Bei seinem vierten Länderspiel, am 6. Juni 1979 in Cadiz gegen Spanien, zeichnete er sich beim 4:0-Erfolg gegen deren Junioren auch als Torschütze aus. In den vier Spielen um die Olympiaqualifikation wurde er nicht zum Einsatz gebracht. Krönender Abschluss der Saison 1978/79 stellte aber für Weiß der Sieg im Finale des Länderpokals dar. Am 10. Juni gewann Württemberg mit 2:1 Toren den Wettbewerb der Verbandsauswahlen in Villingen gegen Berlin. Trainer Harry Hemmo setzte Weiß dabei als Mittelstürmer ein. Sein fünftes und letztes Länderspiel für die DFB-Amateure bestritt Weiß am 31. Oktober 1979 in Osnabrück bei der 1:3-Niederlage gegen Sowjetunion „B“, als er für den Ulmer Dieter Kohnle eingewechselt wurde.
Mit dem 154. Länderspiel am 14. November 1979 in Baunatal gegen Norwegen endete die Geschichte der deutschen Fußballnationalmannschaft der Amateure.